# Tozzia carpathica
Tozzia carpathica är en snyltrotsväxtart som beskrevs av Woloszcz.. Tozzia carpathica ingår i släktet Tozzia och familjen snyltrotsväxter. Inga underarter finns listade i Catalogue of Life.